# Saturnus (együttes)
A Saturnus dán metal-együttes. Főleg melodikus death ill. doom metalt játszanak, de a gothic metal elemei is feltűnnek szerzeményeikben. 1991-ben alakultak Koppenhágában, eredetileg Asesin néven. Eddig négy nagylemezt, egy EP-t és négy demót jelentettek meg. 2011-ben a német Cyclone Empire kiadóhoz szerződtek.

## Tagok
Jelenleg:
- Thomas Akim Grønbæk Jensen – ének (1991–)
- Henrik Glass – dob (2001–2003, 2010–)
- Rune Stiassny – gitár (2009–)
- Brian Pomy Hansen – basszusgitár (1991–99, 2007–)

## Diszkográfia
- Paradise Belongs to You (1996)
- Martyre (2000)
- Veronika Decides to Die (2006)
- Saturn of Ascension (2012)

## Egyéb kiadványok
Demók
- Demo (1994)
- Paradise Belongs to You (1996)
- Rehearsal Studio Tracks (1999)
- Rehearsal Studio Tracks (2004)

EP-k
- For the Loveless Lonely Nights (1998)